# Armillaria fumosa
Armillaria fumosa là một loài nấm trong họ Physalacriaceae. Loài này phân bố ở Úc.